# Phare d'Oland
Le phare d'Oland (en allemand : Leuchtturm Oland) est un phare actif situé sur l'île d'Oland (Arrondissement de Frise-du-Nord - Schleswig-Holstein), en Allemagne.
Il est géré par la WSV de Tönning .

## Histoire
Le phare  a été construit en 1929, à l'extrémité sud-ouest de l'île d'Oland. Il a été habité, jusqu'en 1954, par un gardien qui entretenait son feu alimenté au gaz liquéfié. Depuis cette date, sa petite lentille de Fresnel a été électrifié. C'est le plus petit phare d'Allemagne et le seul au toit de chaume.
C'est un feu fixe, c'est-à-dire une lumière continue, avec des secteurs blancs, rouges et verts. Le secteur rouge brille au nord et le secteur vert brille à l'ouest. Le secteur blanc brille entre les deux secteurs colorés ou largement vers le nord-ouest ou vers la ville de Wyk sur l'île de Föhr d'où il peut être vu comme une lumière blanche.

## Description
Le phare  est une tour quadrangulaire en briques brunes de 7 m de haut, au toit de chaume. La lanterne, demi-cylindrique, est en façade. La tour est non peinte et la lanterne est verte. Son feu fixe à secteurs émet, à une hauteur focale de 7 m, les trois couleurs (blanc et rouge et vert) dans diverses directions. Sa portée est de 13 milles nautiques (environ 34 km) pour le feu blanc, 10 milles nautiques (environ 18.5 km) pour le rouge et 9 milles nautiques (environ 17 km) pour le feu vert.
Identifiant : ARLHS : FED-174 - Amirauté : B1714 - NGA : 10652 .
|                       |
| Localisation de Oland |

|          |
| Le phare |

|       |
| Oland |

### Lien connexe
- Liste des phares en Allemagne